# Sambenedettese Calcio 1923 2005-2006
Champions league 2017
Questa pagina raccoglie le informazioni riguardanti la Sambenedettese Calcio 1923 nelle competizioni ufficiali della stagione 2005-2006.

## Rosa
| N. |                           | Ruolo | Calciatore           |
| -- | ------------------------- | ----- | -------------------- |
|    | Costa d'Avorio (bandiera) | D     | Ghislain Akassou     |
|    | Italia (bandiera)         | D     | Marco Angeletti      |
|    | Italia (bandiera)         | C     | Stefano Bagalini     |
|    | Italia (bandiera)         | C     | Pasquale Berardi     |
|    | Italia (bandiera)         | P     | Cristian Chessari    |
|    | Italia (bandiera)         | A     | Alessandro Chiurato  |
|    | Italia (bandiera)         | D     | Gianluca Colonnello  |
|    | Italia (bandiera)         | P     | Emanuele Concetti    |
|    | Italia (bandiera)         | D     | Alessandro Cornali   |
|    | Italia (bandiera)         | P     | Ivano Cortelli       |
|    | Italia (bandiera)         | D     | Marco De Cesaris     |
|    | Italia (bandiera)         | A     | Nico De Lucia        |
|    | Italia (bandiera)         | D     | Maurizio De Pasquale |
|    | Italia (bandiera)         | C     | Antonio De Rosa      |
|    | Italia (bandiera)         | P     | Domenico Di Dio      |
|    | Italia (bandiera)         | A     | Emilio Docente       |
|    | Italia (bandiera)         | C     | Davide Faieta        |
|    | Italia (bandiera)         | D     | Fabio Femiano        |
|    | Italia (bandiera)         | A     | Marcello Gazzola     |
|    | Italia (bandiera)         | D     | Paolo Guastalvino    |

| N. |                     | Ruolo | Calciatore           |
| -- | ------------------- | ----- | -------------------- |
|    | Italia (bandiera)   | D     | Salvatore Irace      |
|    | Italia (bandiera)   | A     | Angelo Labanti       |
|    | Uruguay (bandiera)  | D     | Damián Macaluso      |
|    | Italia (bandiera)   | A     | Marco Martini        |
|    | Italia (bandiera)   | C     | Fabrizio Melara      |
|    | Svizzera (bandiera) | C     | Elvir Melunovic      |
|    | Italia (bandiera)   | C     | Vincenzo Pepe        |
|    | Italia (bandiera)   | C     | Giampietro Perrulli  |
|    | Italia (bandiera)   | C     | Simone Perugini      |
|    | Italia (bandiera)   | D     | Simone Piva          |
|    | Italia (bandiera)   | P     | Antonio Rosati       |
|    | Italia (bandiera)   | C     | Mattia Santoni       |
|    | Italia (bandiera)   | D     | Michele Santoni      |
|    | Italia (bandiera)   | A     | Gabriele Scandurra   |
|    | Italia (bandiera)   | C     | Davide Tedoldi       |
|    | Uruguay (bandiera)  | C     | Fabián Yantorno      |
|    | Italia (bandiera)   | D     | Alessandro Zamperini |
|    | Italia (bandiera)   | D     | Gianluca Zanetti     |
|    | Italia (bandiera)   | D     | Danilo Zini          |

## Risultati

### Campionato

#### Girone di andata
| 27 agosto 2005 1ª giornata | Sambenedettese | 2 – 1 | Novara |  |

| 4 settembre 2005 2ª giornata | Teramo | 1 – 4 | Sambenedettese |  |

| 10 settembre 2005 3ª giornata | Sambenedettese | 1 – 3 | Spezia |  |

| 18 settembre 2005 4ª giornata | Monza | 3 – 0 | Sambenedettese |  |

| 23 settembre 2005 5ª giornata | Sambenedettese | 1 – 0 | San Marino |  |

| 2 ottobre 2005 6ª giornata | Ravenna | 1 – 0 | Sambenedettese |  |

| 8 ottobre 2005 7ª giornata | Sambenedettese | 3 – 2 | Fermana |  |

| 16 ottobre 2005 8ª giornata | Pavia | 2 – 0 | Sambenedettese |  |

| 22 ottobre 2005 9ª giornata | Sambenedettese | 1 – 0 | Lumezzane |  |

| 4 novembre 2005 10ª giornata | Salernitana | 5 – 0 | Sambenedettese |  |

| 11 novembre 2005 11ª giornata | Sambenedettese | 0 – 4 | Cittadella |  |

| 18 novembre 2005 12ª giornata | Sambenedettese | 2 – 2 | Pizzighettone |  |

| 27 novembre 2005 13ª giornata | Pro Sesto | 1 – 0 | Sambenedettese |  |

| 4 dicembre 2005 14ª giornata | Sambenedettese | 3 – 3 | Pro Patria |  |

| 10 dicembre 2005 15ª giornata | Genoa | 1 – 0 | Sambenedettese |  |

| 18 dicembre 2005 16ª giornata | Sambenedettese | 0 – 0 | Giulianova |  |

| 21 dicembre 2005 17ª giornata | Padova | 1 – 0 | Sambenedettese |  |

#### Girone di ritorno
| 8 gennaio 2006 18ª giornata | Novara | 2 – 2 | Sambenedettese |  |

| 14 gennaio 2006 19ª giornata | Sambenedettese | 1 – 1 | Teramo |  |

| 20 gennaio 2006 20ª giornata | Spezia | 1 – 0 | Sambenedettese |  |

| 29 gennaio 2006 21ª giornata | Sambenedettese | 2 – 4 | Monza |  |

| 5 febbraio 2006 22ª giornata | San Marino | 0 – 0 | Sambenedettese |  |

| 18 febbraio 2006 23ª giornata | Sambenedettese | 0 – 0 | Ravenna |  |

| 26 febbraio 2006 24ª giornata | Fermana | 0 – 2 | Sambenedettese |  |

| 3 marzo 2006 25ª giornata | Sambenedettese | 1 – 1 | Pavia |  |

| 10 marzo 2006 26ª giornata | Lumezzane | 0 – 1 | Sambenedettese |  |

| 18 marzo 2006 27ª giornata | Sambenedettese | 0 – 1 | Salernitana |  |

| 26 marzo 2006 28ª giornata | Cittadella | 2 – 0 | Sambenedettese |  |

| 1 aprile 2006 29ª giornata | Pizzighettone | 1 – 1 | Sambenedettese |  |

| 9 aprile 2006 30ª giornata | Sambenedettese | 1 – 0 | Pro Sesto |  |

| 13 aprile 2006 31ª giornata | Pro Patria | 1 – 3 | Sambenedettese |  |

| 23 aprile 2006 32ª giornata | Sambenedettese | 2 – 1 | Genoa |  |

| 1 maggio 2006 33ª giornata | Giulianova | 2 – 0 | Sambenedettese |  |

| 7 maggio 2006 34ª giornata | Sambenedettese | 2 – 1 | Padova |  |